# Tafari Moore
Tafari Lalibela Moore (ur. 5 lipca 1997 w Londynie) – angielski piłkarz jamajskiego pochodzenia występujący na pozycji obrońcy. Wychowanek Arsenalu, w trakcie swojej kariery grał także w takich zespołach jak Utrecht, Wycombe Wanderers, Plymouth Argyle oraz Colchester United.

## Sukcesy
Anglia
- Mistrzostwo Europy do lat 17: 2014